# Präludium und Fuge F-Dur BWV 856 (Das Wohltemperierte Klavier, I. Teil)
Präludium und Fuge F-Dur, BWV 856, bilden ein Werkpaar im 1. Teil des Wohltemperierten Klaviers, einer Sammlung von Präludien und Fugen für Tasteninstrumente von Johann Sebastian Bach.

## Präludium
Dieses Präludium ist eine zweistimmige, im Charakter einer Gigue nahestehende Invention. Es wurde ohne Änderung aus dem Klavierbüchlein für Wilhelm Friedemann Bach übernommen, lediglich die Triller auf den lange ausgehaltenen Noten wurden mit Doppelschlag versehen. Der motivische Abstieg ab Takt 15 von der höchsten in die tiefste Lage endet in einem kurz abgebrochenen Schluss. Diese übermütig anmutende Setzweise findet sich besonders in Jugendwerken Bachs, beispielsweise in der Fuge zur Orgeltoccata C-Dur BWV 564, die Bach 1708 als 23-Jähriger in seiner Weimarer Zeit komponierte.

## Fuge
Die dreistimmige Fuge hat den Rhythmus und den anmutigen Charakter eines Passepieds. Sie gleicht darin der letzten Fuge (h-Moll) aus dem zweiten Teil, ist aber strenger durchgearbeitet als jene. Wie bei den Fugenthemen in C-Dur und E-Dur geht das Thema unmerklich in den Kontrapunkt über. Die 72 3⁄8-Takte zerfallen in zwei genau gleich lange Teile von 36 Takten und haben die exakt gleiche Länge wie die 18 12⁄8-Takte des Präludiums. Der zweite Teil der Fuge beginnt mit einem Orgelpunkt auf A und bringt in Takt 36–40 und 46–48 Engführungen, die man in der h-Moll-Fuge des 2. Teils vergeblich sucht. Die Schlusssteigerung erklingt ab Takt 56, mit aufsteigenden Achtel-Tonleitern im Bass und in den beiden Oberstimmen sowie einer abschließenden Hemiole.